# Ryan Sessegnon
Kouassi Ryan Sessegnon (ur. 18 maja 2000 w Londynie) – angielski piłkarz grający na pozycji lewego obrońcy. Jego kuzynem jest beniński zawodnik – Stéphane Sessègnon.

## Statystyki kariery

### Klubowe
(aktualne na dzień 14 sierpnia 2022)
| Klub               | Sezon              | Liga               | Liga  | Liga   | Puchar kraju | Puchar kraju | Europa | Europa | Suma  | Suma   |
| Klub               | Sezon              | Liga               | Mecze | Bramki | Mecze        | Bramki       | Mecze  | Bramki | Mecze | Bramki |
| ------------------ | ------------------ | ------------------ | ----- | ------ | ------------ | ------------ | ------ | ------ | ----- | ------ |
| Fulham             | 2016/17            | Championship       | 25    | 5      | 4            | 2            | —      | —      | 30    | 7      |
| Fulham             | 2017/18            | Championship       | 46    | 15     | 3            | 0            | —      | —      | 52    | 16     |
| Fulham             | 2018/19            | Premier League     | 35    | 2      | 3            | 0            | —      | —      | 38    | 2      |
| Fulham             | Łącznie            | Łącznie            | 106   | 22     | 10           | 2            | 0      | 0      | 120   | 25     |
| Tottenham Hotspur  | 2019/20            | Premier League     | 6     | 0      | 3            | 0            | 3      | 1      | 12    | 1      |
| Tottenham Hotspur  | 2021/22            | Premier League     | 15    | 0      | 3            | 0            | 3      | 0      | 21    | 0      |
| Tottenham Hotspur  | 2022/23            | Premier League     | 2     | 1      | 0            | 0            | 0      | 0      | 2     | 1      |
| Tottenham Hotspur  | Łącznie            | Łącznie            | 23    | 1      | 6            | 0            | 6      | 1      | 35    | 2      |
| Hoffenheim (wyp.)  | 2021/22            | Bundesliga         | 23    | 2      | 1            | 0            | 5      | 0      | 29    | 2      |
| Łącznie w karierze | Łącznie w karierze | Łącznie w karierze |       |        | 17           | 2            | 11     | 1      | 184   | 29     |

### Reprezentacyjne
(aktualne na dzień 16 maja 2021)
| Reprezentacja | Rok     | Występy | Gole |
| ------------- | ------- | ------- | ---- |
| Anglia U-21   | 2018    |         |      |
| Anglia U-21   | 2019    |         |      |
| Anglia U-21   | 2020    |         |      |
| Anglia U-21   | 2021    |         |      |
| Anglia U-21   | 2022    |         |      |
| Ogólnie       | Ogólnie | 18      | 1    |

## Sukcesy

### Fulham
- EFL Championship play-offs: 2018

### Reprezentacyjne
- Mistrzostwo Europy U-19: 2017